# Felice Gremo
Felice Gremo (Torí, 23 de desembre de 1901 - Gènova, 6 de febrer de 1994) va ser un ciclista italià, que va ser professional entre 1927 i 1934. El seu germà Angelo també fou un ciclista professional.
En el seu palmarès destaquen dues edicions del Giro de la Província de Reggio de Calàbria i una etapa de la Volta a Catalunya de 1933. Al Giro d'Itàlia finalitzà tres vegades entre els deu primers.

## Palmarès
- 1928
  - 1r al Giro de la Província de Reggio de Calàbria
- 1929
  - 1r al Giro de la Província de Reggio de Calàbria
  - 1r a la Milà-Mòdena
  - Vencedor d'una etapa del Giro de Campania
- 1931
  - 1r al Gran Premi de Niça
- 1932
  - 1r al Trofeu Colimet-La Turbie
- 1933
  - Vencedor d'una etapa de la Volta a Catalunya

### Resultats al Tour de França
- 1930. Abandona (7a etapa)
- 1931. Abandona (22a etapa)

### Resultats al Giro d'Itàlia
- 1929. 12è de la classificació general
- 1930. 7è de la classificació general
- 1931. 9è de la classificació general
- 1932. 9è de la classificació general
- 1933. 15è de la classificació general